# Dimeo van der Horst
Dimeo van der Horst (født 23. juni 1991) er en hollandsk basketballspiller som deltog i de olympiske lege 2020.